# Culicoides midorensis
Culicoides midorensis är en tvåvingeart som beskrevs av Arnaud 1956. Culicoides midorensis ingår i släktet Culicoides och familjen svidknott. Inga underarter finns listade i Catalogue of Life.